# Géranylgéraniol
Le géranylgéraniol est un alcool diterpène qui joue un rôle important dans divers processus biologiques. C'est un intermédiaire de la biosynthèse d'autre diterpènes ainsi que des vitamines E et K, et c'est le substrat principal dans le processus de modification post-traductionnelle appelé géranylgéranylation. Il constitue également une phéromone chez le bourdon et certains autres insectes.
Le géranylgéraniol est un puissant inhibiteur in vitro de Mycobacterium tuberculosis. 